# Szent-Györgyi Albert
Nagyrápolti Szent-Györgyi Albert Imre (Budapest, 1893. szeptember 16. – Woods Hole, Massachusetts, 1986. október 22.) Nobel- és Kossuth-díjas magyar orvos, biokémikus, a magyar, a szovjet és az amerikai tudományos akadémia tagja és 1945–1947 között nemzetgyűlési képviselő volt. Ő a Szent-Györgyi Albert-díj névadója.
Anyai ágon a neves Lenhossék orvosprofesszori dinasztia leszármazottja (Szent-Györgyi Albert dédapja, Lenhossék Mihály Ignác (1773–1840) orvos, fiziológus, nagyapja, Lenhossék József (1818–1888) orvos, anatómus, antropológus, nagybátyja, Lenhossék Mihály (1863–1937) anatómus, egyetemi tanár). A Budapesti Tudományegyetemen szerzett orvosi diplomát 1917-ben, majd az első világháború után Németországban és Hollandiában dolgozott kutatóként. 1927-ben a mellékvesében felfedezett egy redukáló hatást mutató anyagot, amit hexuronsavnak nevezett el, és tanulmányozására elnyert egy ösztöndíjat a Cambridge-i Egyetemre. Az 1930-as évek elején Szegeden izolálta a C-vitamint, majd az évtized közepén felfedezte a citrátciklus három tagját, a bioflavonoidokat (P-vitamin) és munkatársaival együtt áttörést ért el az izomműködés biokémiájának megértésében, amelyben közreműködött tanítványa, Straub F. Brunó is. Munkásságát 1937-ben fiziológiai és orvostudományi Nobel-díjjal ismerték el. 1940–41-ben a Horthy Miklós Tudományegyetem (a mai Szegedi Tudományegyetem) első rektora lett.
A második világháborúban részt vett az ellenállási mozgalomban, csoportja a Szent-Györgyi Szervezet nevet kapta. A kiugrás előkészítésére szerveződő „Tizenegyek” csoportjának vezetője volt. Kállay Miklós miniszterelnök tudtával, a magyar demokratikus erők kérésére Magyarország átállásáról tárgyalt a szövetségesek képviselőivel. Emiatt a német megszállás után bujkálnia kellett. A háború után aktív közéleti szerepet vállalt egy új demokratikus Magyarország létrehozásában bízva. Budapesten, a Pázmány Péter Tudományegyetem biokémiai tanszékének vezetője lett, 1945–47 között a nemzetgyűlés tagja, az Országos Köznevelési Tanács elnöke, megalapította a Magyar Tudományos Akadémiától független Magyar Természettudományos Akadémiát, majd a két akadémia összevonása után az MTA másodelnöke volt. Az országban bekövetkezett politikai fordulat és annak következményei miatt 1947-ben Amerikába emigrált, a massachusettsi Woods Hole-ban telepedett le. Itt létrehozott egy alapítványt, amelynek keretei között eleinte az izomműködés biokémiáját, majd a rák kialakulását kutatta.
1955-ben kapott amerikai állampolgárságot, 1956-ban az Amerikai Tudományos Akadémia (NAS), majd 1957-ben az 1780-ban alapított amerikai Amerikai Művészeti és Tudományos Akadémia tagja lett.
Emigrációja alatt összesen csak két alkalommal látogatott Magyarországra, 1973-ban a Szegedi Biológiai Kutatóközpont átadására, 1978-ban pedig tagja volt a Szent Koronát visszaszolgáltató küldöttségnek.
Tudományos munkásságát 1937-ben Corvin-koszorúval, 1948-ban az első alkalommal kiosztott Kossuth-díjjal ismerték el. 1983-ban megkapta a Magyar Népköztársaság rubinokkal ékesített Zászlórendje kitüntetést, amelyet az Amerikai Egyesült Államokban vett át. Emellett több neves külföldi egyetem díszdoktora és az Albert Lasker-díj kitüntetettje.
Szent-Györgyi Albert egyike volt azon magyar kutatóknak, akik a legnagyobb hatást gyakorolták a nemzetközi tudományos életre. Ő volt az első – és máig egyetlen – magyar tudós, aki hazai kutatásáért kapott természettudományos Nobel-díjat.

## Élete

### Származása és tanulmányai

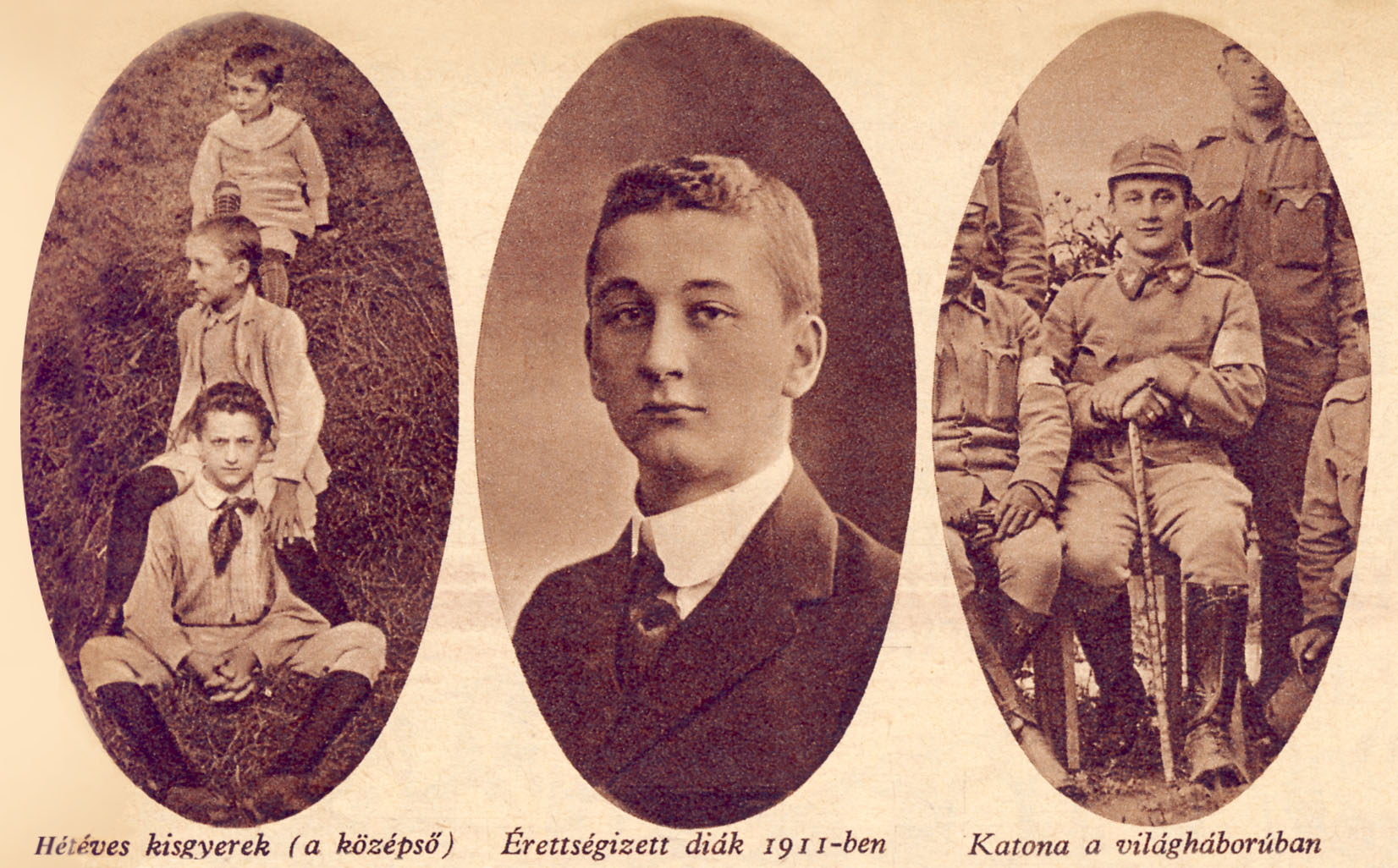
Szent-Györgyi Albert fényképei gyermek- és ifjúkorából

Szentgyörgyi Miklós és Lenhossék Jozefina gyermekeként született. Apai ágon a 16–17. századig lehet visszavezetni nemességét. Albert dédapja, Szentgyörgyi Imre az erdélyi udvari kancellária tanácsosa, fia, Imre (Albert nagyapja) Fabiny Teofil igazságügyminiszter államtitkára, majd kúriai tanácselnök volt. Apja, Szentgyörgyi Miklós 800 hektáros nógrádi földbirtokos, majd jószágkormányzó a Terényhez tartozó Kiskér-pusztán.
Anyai ágon híres tudósdinasztiából származott. Dédapja, Lenhossék Mihály orvosdoktor, egyetemi tanár, Magyarország főorvosa és helytartósági tanácsos. Fia, József szintén orvos, anatómusprofesszor és antropológus volt, aki 1873-ban a Magyar Tudományos Akadémia rendes tagja lett. A családi legenda szerint neki volt először mikroszkópja Pesten. Lenhossék József Bossonyi Emmát vette feleségül, és három gyerekük született: Mihály (később szintén pesti orvosprofesszor és MTA-tag), Eugénia és Jozefina (Szent-Györgyi Albert anyja).
Szülei házassága megromlott, az anya a három fiúval (Pál, Imre és Albert) a pesti (Baross utcai, illetve később Kálvin téri) lakásukban élt, ahol testvére, Lenhossék Mihály segített a nevelésükben; a férj pedig a vidéki birtokot igazgatta, ahová a család többi tagja nyáron költözött le. Albert 1904–11 között a Lónyay utcai református gimnáziumban végezte a középiskolát. Sokáig rossz tanuló volt, így amikor Ramón y Cajal szövettani könyvének hatására bejelentette, hogy kutatóorvos akar lenni, Lenhossék Mihály megtiltotta neki, hogy az orvosi egyetemre jelentkezzen, mert attól tartott, hogy szégyent hoz a professzordinasztiára. Albert végül kitűnőre érettségizett, és szigorú nagybátyja is megenyhült, de egyfajta próbaként feltételül szabta, hogy az egyetemen első kutatási témája a végbél legyen. 1911 szeptemberében beiratkozott a Budapesti Tudományegyetem Orvostudományi Karára, és hamarosan elkezdte önálló szövettani megfigyeléseit is nagybátyja laboratóriumában, az Anatómiai Intézetben. Első, német nyelvű közleménye húszéves korában jelent meg (a végbélhámról), később pedig figyelemre méltó cikkeket közölt a szem felépítéséről. 1913-ra megunta az anatómiát, holt tudománynak tartotta, őt pedig az élet mibenléte érdekelte; így átment az Élettani Intézetbe.
1929-ben szerezte doktori (PhD) fokozatát a Cambridge-i Egyetemen, ahol a Fitzwilliam College hallgatójaként tanult.

### Az első világháborúban

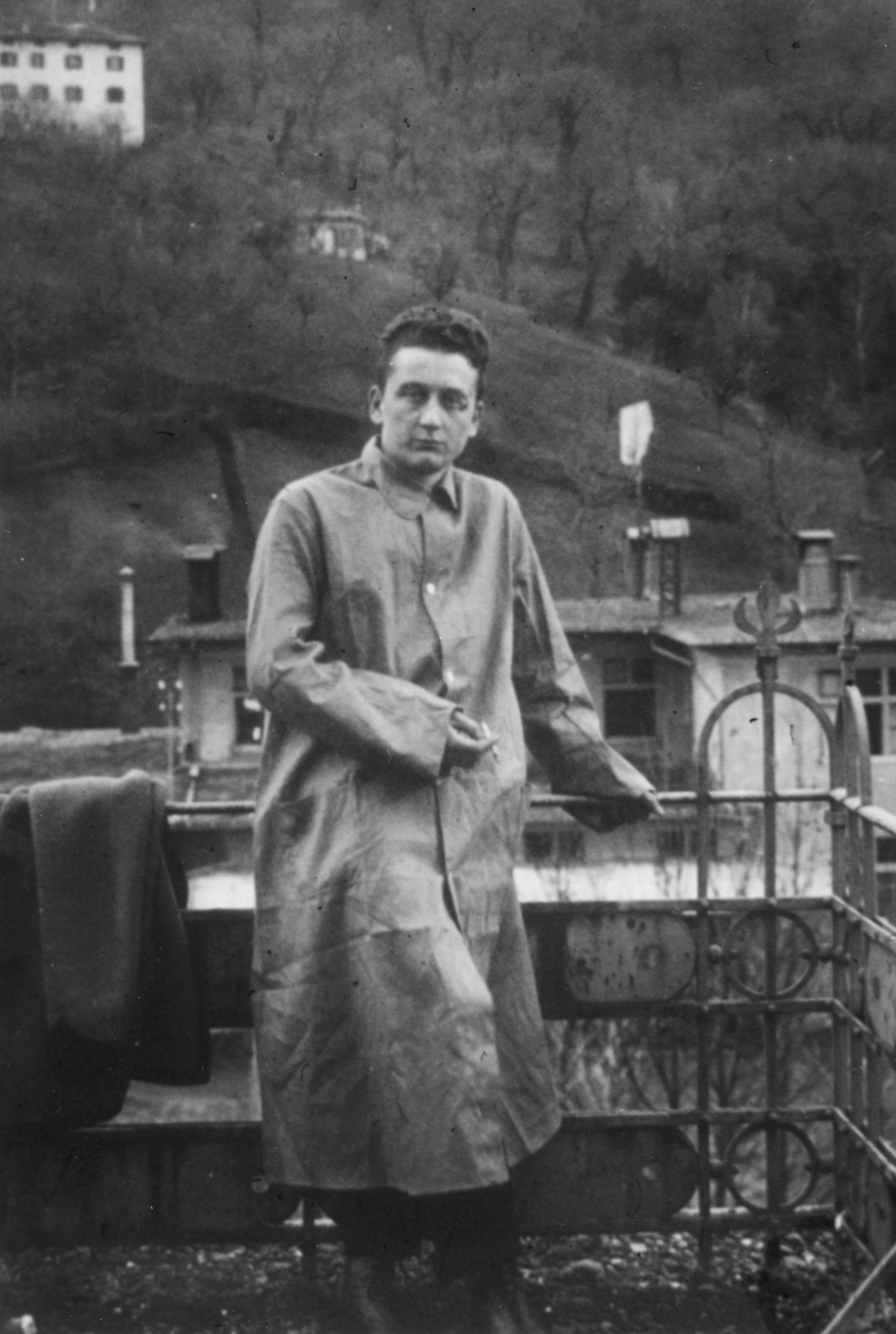
1917-ben

Szent-Györgyi Albert 1914 nyarán a diákok számára kötelező három hónapos katonai szolgálatát töltötte, amikor kitört az első világháború, ő pedig a 65. miskolci gyalogezred önkénteseként kikerült a keleti frontra. Katonaorvosként szolgált egészen 1916-ig; ekkor a Bruszilov-offenzíva során egységének alig sikerült elmenekülnie a Dnyeszteren áttörő orosz hadsereg elől. Mivel életét kockáztatva mentette a sebesülteket, Ezüst Vitézségi Éremmel tüntették ki. A lövészárokharc borzalmai miatt elege lett a háborúból és néhány nappal a visszavonulás után belelőtt a bal karjába, hogy kórházba kerülhessen. Lábadozása alatt folytatta egyetemi tanulmányait, és 1917-ben gyorsított képzéssel megkapta orvosi diplomáját. 1917. szeptember 15-én összeházasodott Demény Kornéliával (a Magyar Posta vezérigazgatójának lányával), akit egy évvel korábban ismert meg. Röviddel később, szeptember végén az olaszországi Udinébe vezényelték, ahol a fronttól mintegy 80 km-re fekvő kórházban látott el katonaorvosi teendőket. 1918 őszén a parancsnokságnál feljelentette felettesét, aki az olasz hadifoglyokon kísérletezett, ezért áthelyezték egy maláriafertőzött területre. Új állomáshelyére azonban nem jutott el, mert 1918. október 3-án megszületett kislánya, Nelli. Gyermeke születése miatt rendkívüli szabadságot kapott, és mire eltávozása lejárt, vége lett a háborúnak.
A háború után idősebbik bátyja, a hegedűművész Szentgyörgyi Pál (ifjabbik bátyja, Imre erdész lett) a bolsevik hatalomátvételtől és a birtokelkobzástól tartva eladta a családi birtokokat. Az érte kapott pénzt azonban hamarosan elvitte az infláció, a Tanácsköztársaság bukása után pedig kárpótlásra sem tarthattak igényt, mert nem elkobozták a földjeiket, hanem maguk adták el.

### Kutatói pályafutásának kezdetei
A Pozsonyi Egyetem Farmakológiai Intézetében, Mansfeld Gézánál talált egy asszisztensi állást, ahová első tanársegéddé nevezték ki két év időtartamra az 1918. szeptember 1-től 1920. augusztus 31-ig terjedő időszakra. Itt ismerkedett meg és kötött barátságot a vele közel egykorú osztrák Carl Corival, aki később szintén kivándorolt az Amerikai Egyesült Államokba, és kutatásaiért élettani Nobel-díjat kapott. Röviddel később, 1919 januárjában Csehszlovákia megszállta Pozsonyt, és Szent-Györgyi csak illegálisan, a téli Dunán átkelve tudta meglátogatni családját. Emiatt tüdőgyulladással hosszabb időre kórházba került. A békeszerződés aláírása után Pozsony hivatalosan is Csehszlovákiához került, Mansfeldet és munkatársait pedig mint idegen állampolgárokat kiutasították. Szent-Györgyi és Cori felpakolta a laboratórium felszerelését, és mielőtt a hatóságok lefoglalhatták volna, átcsempészték azt a határon.
Mivel közvetlenül a háború után Magyarországon reménytelennek látszott tudományos kutatást folytatni, Corit követve (aki korábban a Prágai Egyetemen tanult és oda tért vissza, hogy megszerezze orvosi diplomáját), Prágába utazott a neves fiziológushoz, Armin von Tschermak-Seysenegghez. Itt azonban csak néhány hetet töltött, 1919 decemberében továbbköltözött Berlinbe, ahol Leonor Michaelis fogadta asszisztensévé. Michaelis kiváló biokémikus volt, nevéhez fűződik az enzimműködés Michaelis–Menten-féle kinetikájának elnevezése. A fizetésből azonban képtelen volt eltartani magát és feleségét, és mivel Michaelis is a külföldre költözésen gondolkodott (1922-ben előbb Japánba, majd az Egyesült Államokba vándorolt ki), Hamburgba költöztek, ahol a Tengerészeti és Trópusi Intézetben gyarmati orvosnak képezte tovább magát. A házaspár itt rendkívül szerény körülmények között élt, Szent-Györgyi gyakorlatilag éhezett, még éhségödémája is kialakult. 1921-ben elment a Holland Élettani Társaság Hamburgban megrendezett közgyűlésére, és egy magyar ismerőse beajánlotta a leideni egyetem farmakológusához, Storm von Leeuwenhez, aki felvette asszisztensének. Itt 1922–23-ban gyógyszerészeti kutatásokat végzett (hét cikket publikált), közben angolul és hollandul tanult.

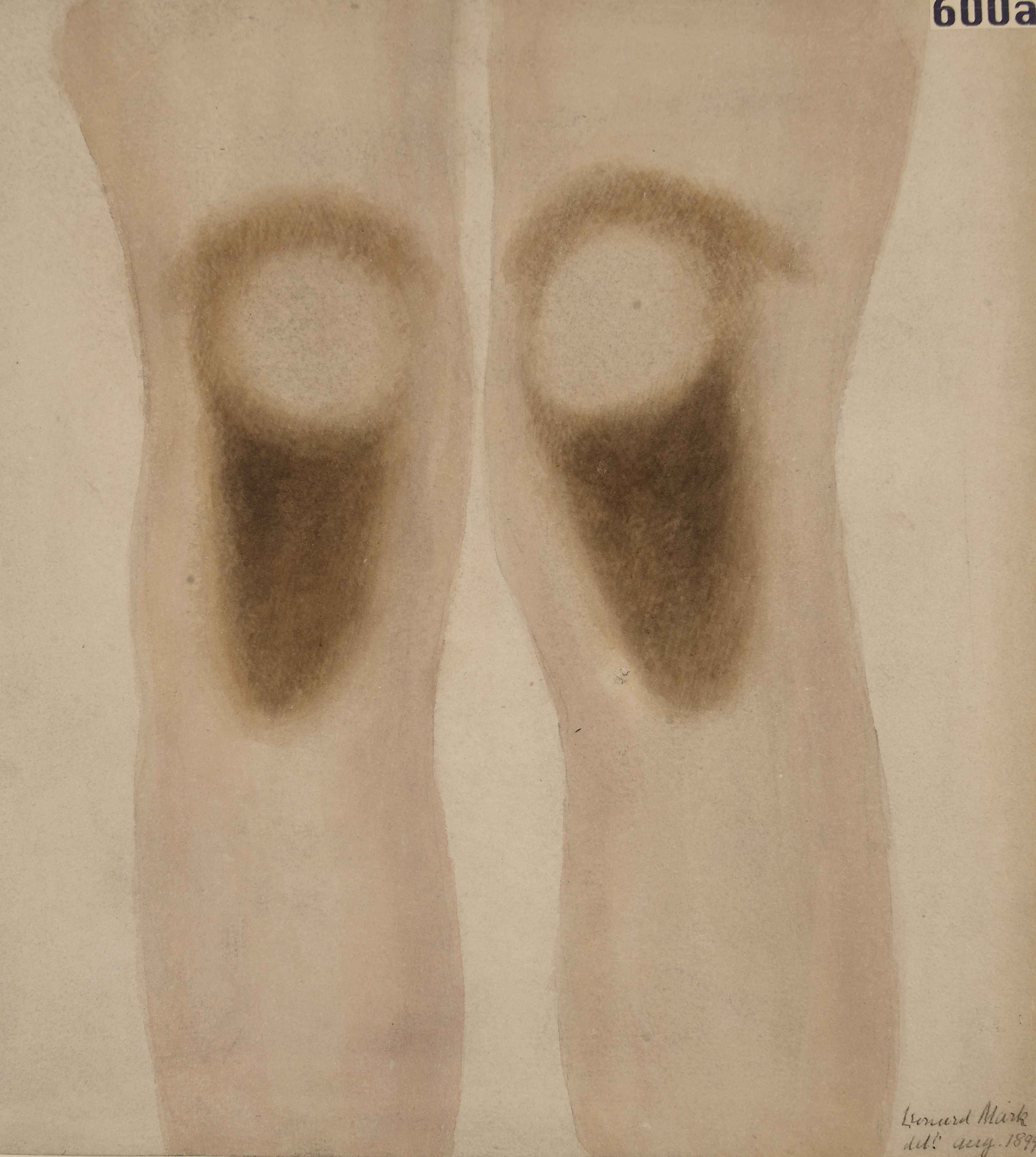
Addison-kóros beteg elszíneződött bőre

A Groningeni Egyetemen akarta letenni a holland trópusi orvosi vizsgát, annak a gyakorlati részén viszont megbukott. Az egyetem professzora, Hartog Jacob Hamburger alkalmazta tanársegédnek, Szent-Györgyi a kutyakísérletek sipolyműtéteinél segédkezett neki. Emellett különböző (biokémiai, mikrobiológiai, élettani) kísérleteket végzett; 1922 és 1925 között 33 cikket írt. Ekkor kezdett el foglalkozni a sejtlégzés, a biológiai oxidáció kérdéskörével. Az 1920-as években ez egy sokat kutatott és vitatott téma volt. Szent-Györgyi volt az első, aki egy elméleti cikkében feltételezte, hogy az oxigén, az oxidáló enzimek és a szubsztrátjuk között egyszerűbb közvetítő molekulák (például borostyánkősav) is szerepet játszhatnak. Felkeltette figyelmét, hogy a mellékvese rendellenes működése miatt kialakuló Addison-kórban a betegek bőre megbarnul, és ezt hasonló folyamatnak vélte, mint amikor egyes növények (burgonya, alma) vágott felülete barna lesz (valójában a két folyamatnak nincs köze egymáshoz). Utóbbiról ismert volt, hogy az oxidációs folyamatok terméke, ezért a mellékvese kivonatát kezdte vizsgálni. Felfedezett egy erős redukáló tulajdonságot mutató anyagot, amely (ideiglenesen) javította a mellékveseirtott macska tüneteit. Úgy vélte, hogy egy, az anyagcserét befolyásoló hormont találhatott meg, olyasmit, mint a szintén a mellékvesében termelődő adrenalin, vagy az éppen akkor nagy szenzációt keltő inzulin.

### Angliában

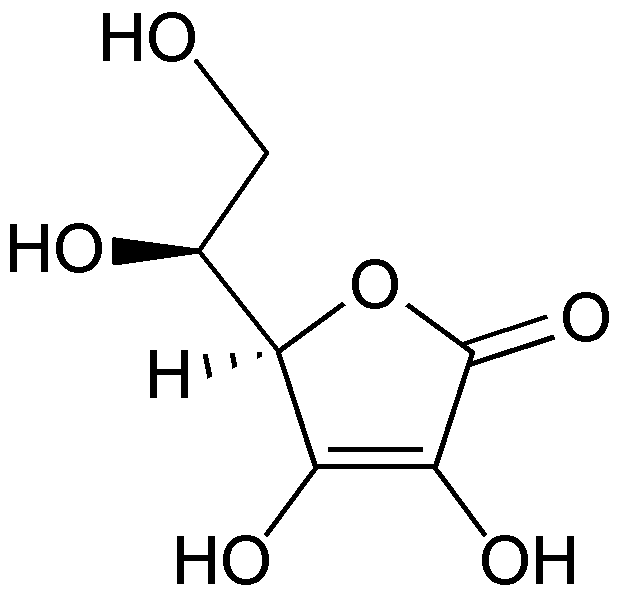
A C-vitamin szerkezete

Szent-Györgyi úgy sejtette, hogy valami nagy dologra bukkant, és 1924 végén levélben támogatást kért Henry Dale-től, az egyik legnevesebb, Nobel-díjas angol fiziológustól. Dale hajlandó volt egy szerény ösztöndíjjal támogatni, és laboratóriumi helyet is biztosított számára a Nemzeti Orvostudományi Kutatóintézetben. Munkája során hamar kiderült, hogy az a reakció, amire anyaga kimutatását alapozta (az ezüst-nitrát megfeketedése) az adrenalin és vas közötti kölcsönhatás mellékterméke, és idő előtt, kudarcot vallva kellett visszatérnie Hollandiába. Ráadásul ekkor főnöke, Hamburger is meghalt, és az új vezetés meg akarta szüntetni a biokémiai kutatásokat. Úgy érezte, hogy élete kudarc, és már az öngyilkosságot fontolgatta. 1926 augusztusában még elment a Nemzetközi Fiziológiai Társaság stockholmi kongresszusára, ahol meglepetésére az egyik szónok, a Nobel-díjas Frederick Hopkins előadásában többször megemlítette a A burgonya lélegzése című cikkét a növények sejtlégzéséről. E munkájában Szent-Györgyi megoldotta a sejt légzésével kapcsolatos vitát, amely O. Warburg és Wieland között dúlt. Ezután vált Szent-Györgyi Albert neve igazán ismertté a tudományos körökben. Az előadás után megkereste Hopkinst, aki felajánlott neki egy kutatói ösztöndíjat a Cambridge-i Egyetemen.
Mivel a mellékvesében ismeretlen anyaga csak nagyon kis mennyiségben volt található, más forrásokkal is kísérletezett, és végül káposztából és narancsból sikerült annyit izolálnia, hogy meghatározhatta összegképletét: C6H8O6, vagyis valamilyen szénhidrátról lehetett szó. Cikkében az ignóz (nemtudomcukor) nevet adta ismeretlen anyagának, amit a tudományos lap szerkesztője nem talált megfelelőnek, és a hexuronsav elnevezést javasolta. 1927-ben az egyetemen megvédte a hexuronsav felfedezéséről írt doktori disszertációját, és a kémiai tudományok doktora lett.
1928 nyarán Szent-Györgyit felkereste Magyary Zoltán, hogy Klebelsberg Kuno kultuszminiszter megbízásából felajánlja neki a Szegedi Tudományegyetem orvosi kémiai tanszékének vezetését. Szeptemberben hazalátogatott (1919 óta először), és a miniszter személyesen kísérte le Szegedre, hogy megtárgyalják a Rockefeller Alapítvány által támogatott fejlesztési terveket. 1928. október 1-jén nevezték ki a szegedi egyetem nyilvános rendes tanárává, de rögtön két év szabadságot kapott kutatásai befejezésére. Visszatért Cambridge-be, 1929 nyarán pedig az Amerikai Egyesült Államokban részt vett a Bostonban rendezett élettani világkongresszuson. Itt a minnesotai Mayo Klinikán dolgozó Edward C. Kendall meghívta a laboratóriumába, ahol a közeli vágóhidakról nagy mennyiségben tudott mellékvesét szerezni, és a hexuronsavat az eredeti forrásból tudta ismét izolálni. Körülbelül 20 grammnyi anyagot sikerült előállítania, aminek a felét elküldte Norman Haworthnak, hogy állapítsa meg a szerkezetét; Haworthnak azonban ez nem volt elegendő az analízishez. 1930 augusztusában Szent-Györgyi és családja elhagyta Angliát, és – hosszabb előadókörutat tartva Franciaországban – 1930. október 26-án foglalta el szegedi katedráját, és odaköltözött családjával Szegedre, majd 1931 januárjától kezdte meg kutatói és tanári tevékenységét az orvosi vegytani intézet professzoraként.

### Szegeden

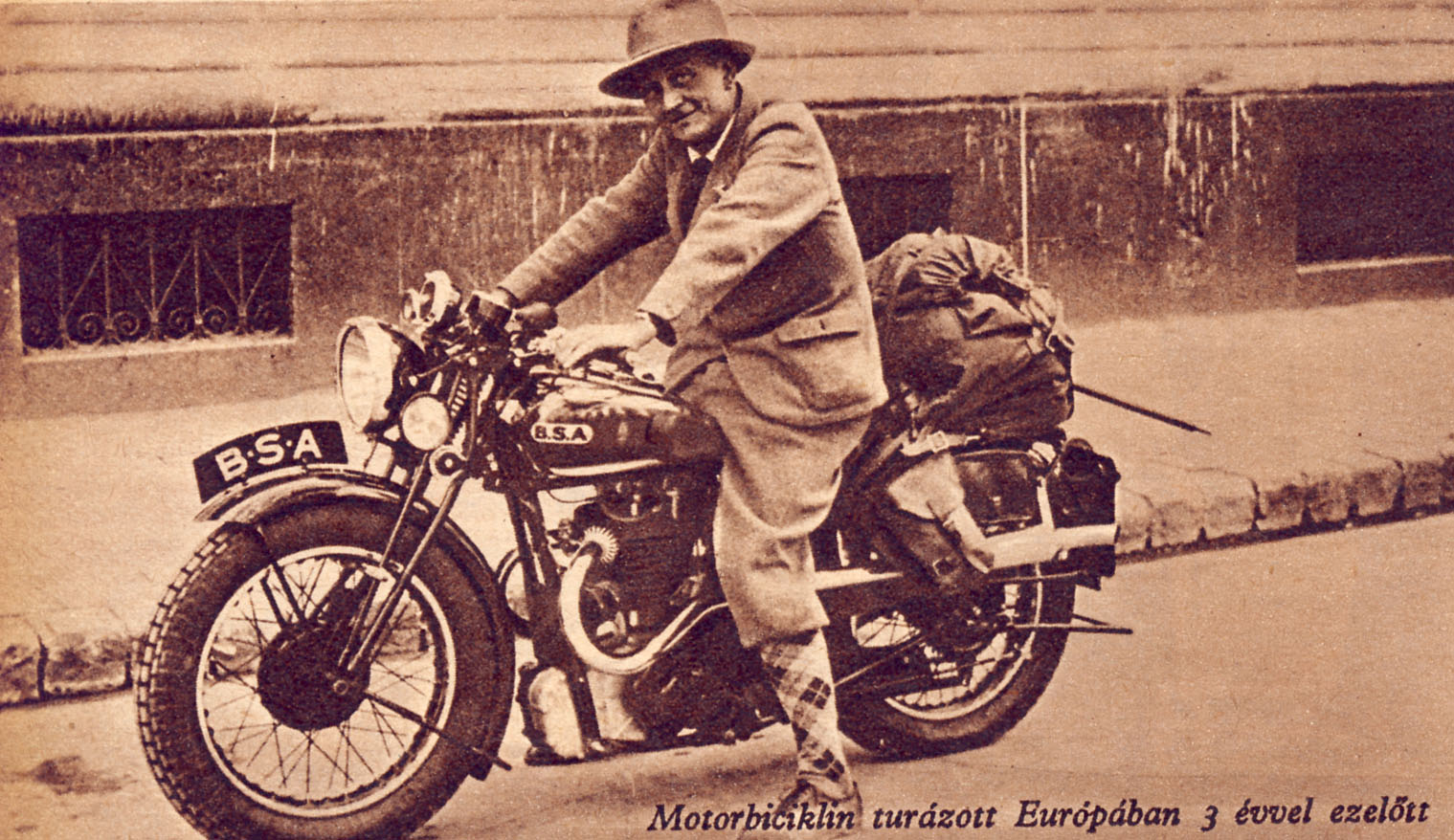
Szent-Györgyi Albert motorjával, amellyel 1934-ben egy európai túrán vett részt

A Rockefeller Alapítvány támogatásával Szent-Györgyi egy modern tudományos központot és biokémiai iskolát hozott létre Szegeden. Tanítványai (Straub F. Brunó, Donát Tibor, Guba Ferenc és mások) a magyar tudományos élet meghatározó személyiségei maradtak azután is, hogy ő emigrált. Új oktatási stílust vezetett be, az addig megszokott merev, poroszos, tekintélytiszteletre épülő professzorokkal szemben ő elvárta diákjaitól, hogy vitatkozzanak, meghívta őket a lakására, moziba és kirándulni járt velük. Fellendítette a sportéletet, diákjaitól megkövetelte, hogy sportoljanak; ő maga rendszeresen teniszezett, röplabdázott, megtanult vitorlázórepülni, és 1934-ben motorbiciklijével európai körutat tett (Spanyolországban kórházba is került egy balesete miatt).

### A C-vitamin
1931 őszén egy fiatal amerikai kutató, Joseph L. Svirbely (akinek apja Magyarországról vándorolt ki, de ő már alig beszélt magyarul) jelentkezett Szent-Györgyinél, hogy egyéves magyarországi tartózkodása alatt szeretne nála dolgozni. Svirbely korábban Charles Glen King csapatának tagja volt, amely a C-vitamint próbálta megtalálni. Az már két évszázada ismert volt, hogy a citrusfélék fogyasztása megelőzi a skorbutot, és az 1910-es években felfedezték a vitaminokat is. A C-vitaminnak elnevezett skorbutellenes anyag pontos kémiai mibenléte azonban továbbra is rejtély maradt, mert a citrom- és narancslé igen sok különböző molekulát tartalmazott. King ezeket izolálta sorra, aztán tengerimalacoknak beadva próbálta megelőzni a skorbut kialakulását náluk; 1931-ig azonban nem járt sikerrel. Szent-Györgyi addig nem foglalkozott vitaminkutatással, de odaadta maradék hexuronsavát Svirbelynek, hogy nézze meg, tartalmaz-e C-vitamint. Az első állatkísérlet után kiderült, hogy a hexuronsav koncentrált C-vitaminból áll, vagyis gyakorlatilag azonos vele. Az ellenőrző kísérletek után Svirbely 1932 márciusában megírta Kingnek, hogy sikerült azonosítania a C-vitamint. King ezután április 1-jén a Science magazinban közölte, hogy megtalálta a C-vitamint, de mint később kiderült, kísérleti adat ekkor még nem volt a kezében. Az ezt követő vitában mindkét fél azzal vádolta a másikat, hogy ellopta eredményeit. King 1933-ban megpróbálta szabadalmaztatni a C-vitamint, de a szabadalmi hivatal (akárcsak később a Nobel-díj Bizottság) megállapította Szent-Györgyi elsőbbségét a felfedezésben, ő ugyanis már 1932. március 18-án, a Budapesti Királyi Orvosegyesület ülésén tartott előadásában bejelentette, hogy a hexuronsav és a C-vitamin ugyanaz az anyag: „Nyilvánosság előtt először ezúttal mondjuk ki, hogy a hexuronsav és a C-vitamin azonosak.” 1932. március 26-án az Orvosi Hetilap is beszámolt az előadáson elhangzottakról, azaz arról, hogy a hexuronsav nem más, mint a C-vitamin.

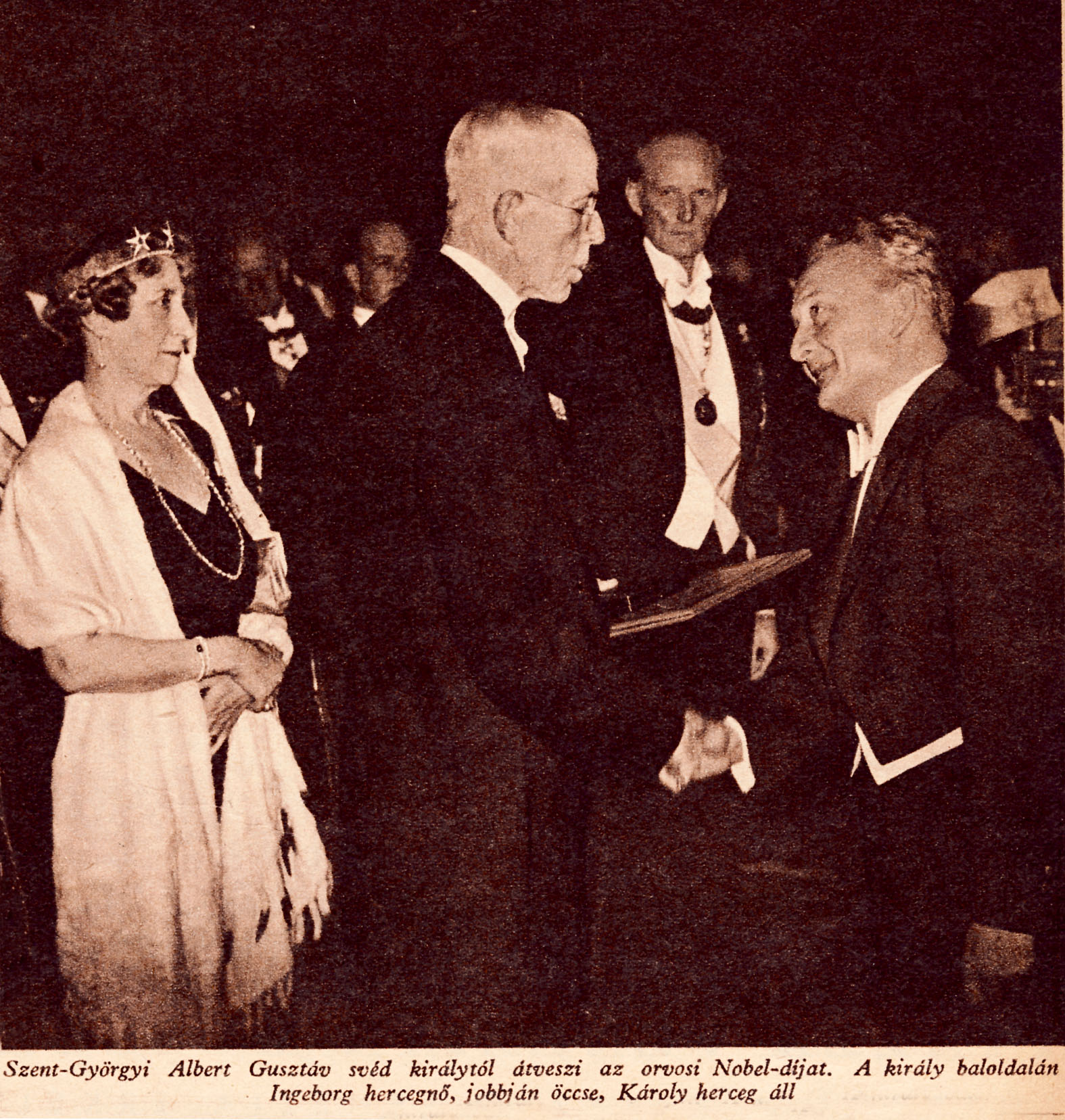
Szent-Györgyi Albert átveszi a Nobel-díjat

Szent-Györgyi a kísérletekre valamennyi hexuronsavát elhasználta, amit külföldről hozott. Mellékvese nem állt rendelkezésére, káposztából és citromból viszont nem tudott számottevő mennyiségű C-vitamint kivonni. Az általa mesélt történet szerint egyik este a vacsorához felesége paprikasalátát adott, amit nem akart megenni, úgyhogy arra hivatkozott, hogy el kell vinnie a laboratóriumba, megnézni, van-e benne C-vitamin. Meglepetésére kiderült, hogy valóban jelentős mennyiségű C-vitamint tartalmazott, és könnyebb volt izolálni, mint a citrusok levéből, ami sok, kémiailag hasonló cukrot tartalmaz. Azonnal átállította valamennyi munkatársát a paprikatisztításra, és alig egy hét múlva másfél kilónyi C-vitamin volt a kezében (Amerikában egy év alatt tudott 25 grammnyit előállítani mellékveséből). Így nemcsak a vitamin kémiai mibenlétét állapította meg, hanem gyors és olcsó előállítási módszerét is. Az anyag egy részét elküldte Norman Haworthnak, aki így már meg tudta határozni molekulaszerkezetét. A C-vitamin nagytömegű előállítása érdekében 1933. szeptemberben egy hold földet kért és kapott bérbe Szeged városától paprikakísérleti célokra, amelyen a kísérleteihez szükséges mennyiségű paprikát termesztette. Haworth és Szent-Györgyi nevezte el aszkorbinsavnak (skorbutellenes savnak) a vegyületet. A C-vitamin felfedezőjeként Szent-Györgyi azonnal világhírnévre tett szert. Az aszkorbinsavat fertőzések megelőzésére és mindenféle betegségre javasolták, bár hamarosan kiderült, hogy nem csodaszer. 1939-ben a Szegedi Tudományegyetem képviseletében a felsőház tagjává választották.
1937-ben a Nobel-díj Bizottság Szent-Györgyi Albertnek ítélte az orvosi és fiziológiai díjat „a biológiai égés folyamatával kapcsolatos felfedezései, különösen a C-vitaminnal és fumársav katalizátorral végzett kutatómunkája elismeréseképpen”. A 180, az évi orvosi és fiziológiai díjra jelölt között volt Sigmund Freud és Korányi Sándor is. Ugyanekkor Norman Haworth kémiai Nobel-díjat kapott a C-vitamin szerkezetének meghatározásáért.
Szent-Györgyi Albert a Nobel-díjjal kapott érmét az akkoriban kitört téli háború finnországi szenvedőinek ajánlotta fel, az érem holléte több évig ismeretlen volt. Az Országos Magyar Történeti Múzeum Éremtára által 1941-ben kiadott Numizmatikai Közlöny az 1940-es gyarapodásról szóló beszámolójában hitelesen tisztázza az érem sorsát: „Wilhelm Hilbert helsinkii vállalati igazgató Szent-Györgyi Albert dr. 208 g súlyú Nobel-aranyérmét megváltotta a finn segélybizottságtól és gyűjteményünk számára ajándékozta”. Az érem azóta is a Magyar Nemzeti Múzeumban látható.

### További kutatásai Szegeden

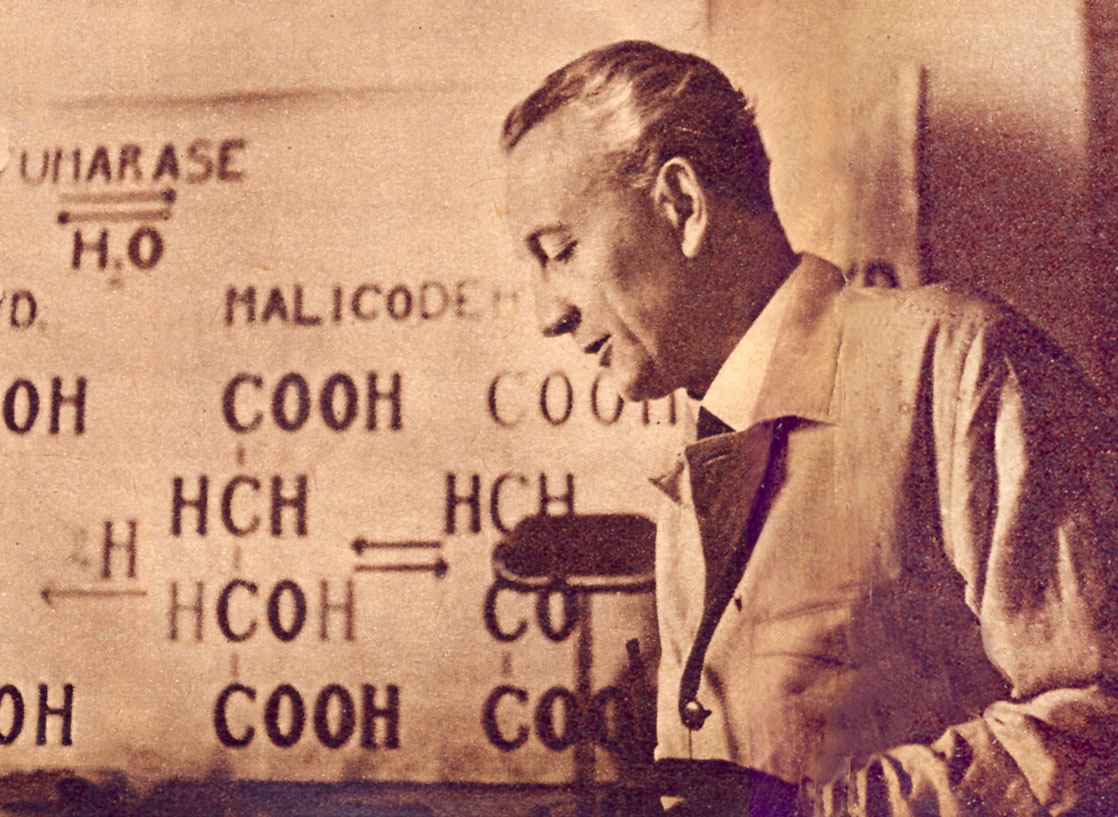
Szent-Györgyi Albert előadás közben, mögötte a Szent-Györgyi–Krebs-ciklus részlete látható

1933-ban paprikából újabb ismeretlen, sárga színű anyagot izolált, amit ideiglenesen P-vitaminnak nevezett el. A flavonoidnak bizonyuló anyag végül nem kapott vitaminstátuszt, mert szinte minden táplálékban megtalálható.
Felfedezte, hogy egyes szerves savak – fumársav, almasav, borostyánkősav – katalizátorszerepet játszanak a biológiai oxidációban. 1937-re felismerte, hogy a három vegyület egy ciklikus folyamat részei, és közel állt ahhoz, hogy a sejtlégzés alapvető folyamatát, a citrátciklust felfedezze. A ciklus minden tagját (közte a kulcsvegyületet, a citromsavat) végül Hans Krebs azonosította; a folyamatot Krebs-ciklusnak vagy Szent-Györgyi–Krebs-ciklusnak is nevezik.
A Magyar Tudományos Akadémia 1938-ban rendes tagjai sorába választotta. 1938-ban amerikai előadókörúton vett részt, ahonnan felesége nem tért haza. A válást később kimondták, és 1941. októberben vette feleségül Borbíró Mártát, akivel annak 1963-ban bekövetkezett haláláig élt együtt.
1938–39-ben a Liège-i Egyetemen a Francqui-tanszék professzora, és az ott végzett munkája elismeréseként 1940-ben III. Lipót belga király kitüntetést adott át neki. Belgiumi tartózkodása idején írta La paix, sa biologie et sa morale (1938) című művét, ami magyar fordításban A béke élet- és erkölcstana címen, hosszú hányattatás után 2001-ben jelent meg.
Szegedről 1940-ben az egyetem részben visszaköltözött Kolozsvárra, Szegeden pedig jogilag új egyetem, a Horthy Miklós Tudományegyetem létesült, amelynek első rektora lett az 1940–41-es tanévben.
1939-ben egy újabb témába fogott bele, miután olvasott egy cikket arról, hogy az izom miozinfonalai megkötik és lebontják az ATP-t; elhatározta, hogy megfejti az izomösszehúzódás mechanizmusát. A miozin izomszövetből való kivonása közben egyik alkalommal munkatársa, Banga Ilona véletlenül egy óra helyett egész éjszaka hagyta a sóoldatban inkubálódni az izmot. Reggel a szokásos híg oldat helyett szirupszerű, sűrű folyadékot talált. Ennek analízisét tanítványa, Straub F. Brunó végezte, aki így felfedezte az izom másik alapvető fehérjeösszetevőjét, az aktint. Kimutatták, hogy az aktin és a miozin komplexet képez, ami ATP hozzáadására mozgást végez. Ehhez kapcsolódóan 1943-ban rájöttek, mi okozza a hullamerevséget: a halál után, amikor a szövetek ATP-tartalma kifogy, az aktin-miozin komplex mozdulatlanná válik, ami merevvé teszi az izmokat. ATP hozzáadásával a hullamerevséget vissza tudták fordítani.
1944 februárjában részt vett a Paprikavitamin termelő és értékesítő részvénytársaság megalapításában, amelyben az igazgatóság tagja lett. A 200 000 pengő alaptőkével induló társaság működési területe a cégbejegyzés szerint a paprikára vonatkozó vitaminkutatás mellett kiterjedt a vitamintartalmú paprikanövények megtermelésére, azok racionális termesztésének tanulmányozására és fejlesztésére Magyarországon, kutató intézetek felállítására és üzemben tartására, különösen a paprikából előállított C-vitamin tartalmú termékeket vizsgáló intézet felállítására, valamint a C-vitamin tartalmú paprikapép (paprikapüré) és C-vitamin tartalmú paprikapor előállítására, e cél érdekében gyárak felállítására és üzemben tartására, valamint az ezekkel való kereskedésre.

### A második világháborúban és utána
A második világháborúban aktívan bekapcsolódott az antifasiszta ellenállási mozgalomba. 1942-ben illegális csoportot alapított, melynek célja egy radikális polgári párt megalapítása volt. 1943 februárjában az ellenzék kezdeményezésére, a legnagyobb ellenzéki pártok támogatásával, Kállay Miklós miniszterelnök tudtával Isztambulba repült. A titkos diplomáciai küldetés célja: tárgyalni a szövetségesekkel Magyarország háborúból való kiugrásának előkészítéséről. A tárgyalásokat lefolytatta, a kiugrási kísérlet mégis meghiúsult, mivel a németek megtudták Szent-Györgyi útjának tervét, ezért az 1944. március 19-i német megszálláskor illegalitásba vonult. Adolf Hitler személyesen adott parancsot az elfogatására. Egy ideig vidéken, majd Budapesten bujkált, majd a svéd nagykövetségen talált menedéket. V. Gusztáv svéd király saját hatáskörben svéd állampolgárságot adományozott neki és feleségének. A nagykövettől öt évig érvényes, Swenson névre szóló svéd útlevelet kapott. A háború után sokáig ezzel a svéd útlevéllel utazott. A németek rájöttek búvóhelyére, és átkutatták a követséget, de Per Anger svéd nagykövetet figyelmeztették, és az utolsó pillanatokban sikerült őt kicsempészni az épületből, ahonnan már a szovjet hadsereg által ellenőrzött területre került.

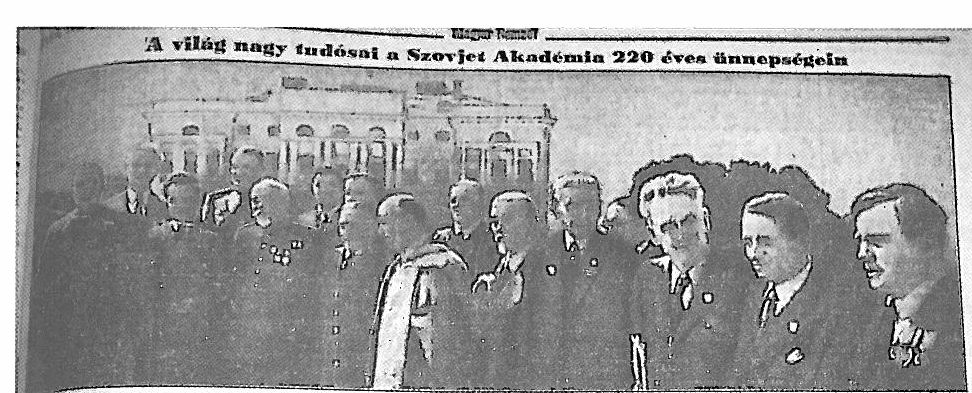
Szent-Györgyi 1945-ös szovjetunióbeli látogatása a Szovjet Tudományos Akadémia 220. évfordulóján, a képen jobbról a harmadik Szent-Györgyi, mellette jobbról a második Kármán Tódor

1945-ben felkérést kapott a budapesti Pázmány Péter Tudományegyetem biokémiai tanszékének vezetésére, amit ő elfogadott, és a szegedi egyetem vezetése ezt sajnálattal, de tudomásul vette. Egyidejűleg az Országos Köznevelési Tanács elnöke lett, mely tisztségét 1945–47 között töltötte be.
1945 júniusában Szent-Györgyi díszelnökségével alakult meg a Magyar–Szovjet Művelődési Társaság (MSZMT), melynek első elnöke íróbarátja, Zilahy Lajos lett. 1947. novemberben az MSZMT III. rendes évi közgyűlésén Szent-Györgyit ismét díszelnöknek választották meg. A Társaság később Magyar–Szovjet Baráti Társaság néven működött. A háború befejezése után hozzálátott az Akadémia újjászervezéséhez, de munkája kudarcba fulladt a konzervatív akadémikusok ellenállása miatt. Fizikus barátjával, Bay Zoltánnal közösen létrehozta a Magyar Természettudományi Akadémiát. A Természettudományi Akadémia első ülései egyikén, 1945 októberében felállította a magyar penicillinbizottságot, amelynek feladata a penicillingyártás tanulmányozása és magyarországi termelése bevezetésének előkészítése volt. Ugyanezen az ülésen foglalkoztak Bay Zoltán holdradar kísérletének előkészítésével is. Szent-Györgyi és Bay Zoltán törekvéseink hatására a két akadémiát később a kormány összevonta úgy, hogy a korábbi egy helyett két osztálya lehetett a természettudományoknak is, hasonlóan a szintén két osztállyal rendelkező humán tudományokhoz. Szent-Györgyit felkérték elnökének, de maga helyett Kodály Zoltánt javasolta, a tagválasztó és tisztújító nagygyűlésen ő az Akadémia másodelnöke lett.
1945. április 2-án egyike lett annak a nyolc (később tíz, végül tizenkét) kiemelkedő közéleti személyiségnek, akiket az Ideiglenes Nemzetgyűlés, majd az 1945-ös választásokat követően alakult Nemzetgyűlés külön törvény alapján meghívott képviselőnek a parlamentbe. Mindkétszer elfogadta a felkérést. (Az 1947-es választások előtt ezt a törvényt eltörölték.) Sem ekkor, sem előtte, sem utána semmilyen párthoz nem csatlakozott. 1945. szeptemberben egyetlen pártonkívüliként az Országos Nemzeti Bizottság tagja lett.
Egyik jelentős érdeme, hogy a Ráth Istvánnal közösen alapított Servita Rt. importálta Magyarországon először a penicillint, amely életmentő volt a háború utáni legyengült lakosság körében.
1947-ben a Szovjet Tudományos Akadémia felvette levelező tagjai sorába. Az első alkalommal 1948. március 15-e alkalmából kiosztott Kossuth-díj kitüntetettjei között szerepel a neve. Ekkor már nem élt Magyarországon, és a díjat soha nem vette át, díjazásának tényét sehol nem is említi. Nincs információ arról sem, hogy élete végéig egyáltalán tudott-e erről a díjáról.

### Amerikai évek

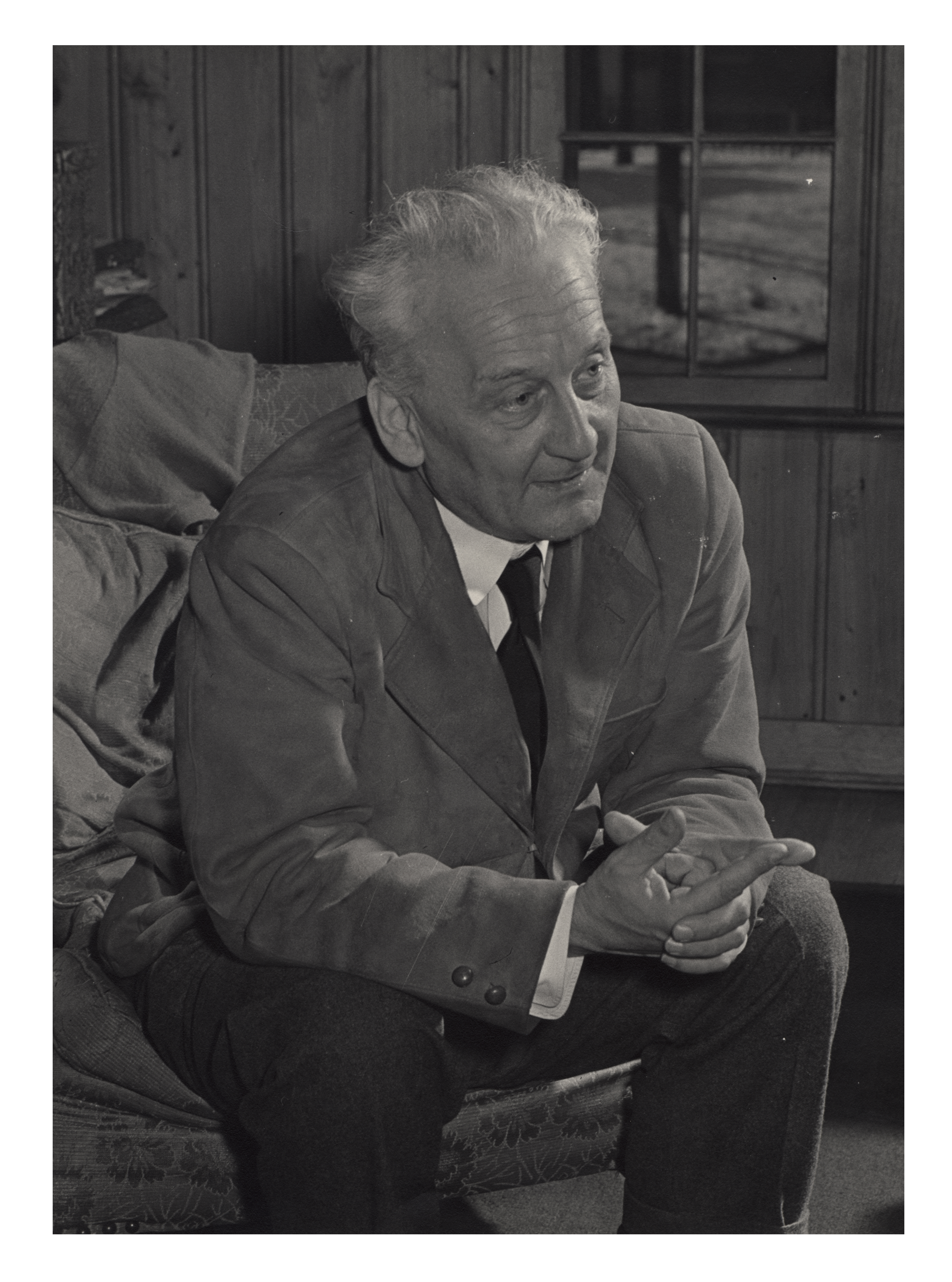
Szent-Györgyi 1948-ban

1947-ben a svájci Alpokban töltött néhány hetet, amikor értesült arról, hogy barátját, Ráth Istvánt, kutatásai támogatóját letartóztatták. Arra az elhatározásra jutott, hogy nem tér vissza Magyarországra. Korábban az a nézet terjedt el, hogy íróbarátjának, Zilahy Lajosnak a letartóztatása késztette őt erre a lépésre, de az újabb kutatások kimutatták, hogy ez tévedés. Szent-Györgyi patronálójának, Ráth Istvánnak a letartóztatása és megkínzása volt a motiváló tényező. Önéletrajzi írásai a szocialista cenzúra következtében hiányosan jelentek meg, a Ráth István vállalkozóról szóló részt kihagyták, és ez okozta a személyek felcserélését. Zilahy Lajos kommunisták általi letartóztatásáról egyébként semmilyen más forrás sem tesz említést.
Feleségével együtt svéd útlevelükkel érkeztek New Yorkba 1947. augusztus 2-án. A vagyonos Ráth István (akit a magyar hatóságok végül hagytak Nyugatra távozni) támogatásával Woods Hole-ban vásárolt egy nagy, óceánparti házat, és megalapította az alapkutatással foglalkozó Szent-Györgyi Alapítványt, amelynek a helyi Tengerbiológiai Intézet adott otthont, és több fiatal magyar kutató Nyugatra való kijutását segítette. 1950-re alapítványa komoly anyagi nehézségekkel küzdött, de egy chicagói húsfeldolgozó cég hajlandó volt az izomkutatást finanszírozni, és átnevezték Izomkutatási Intézetre. Az 1950-es évek elején az FBI nyomozást folytatott ellene, mert az egyik általa kihozatott fiatal fizikus, Gombás Pál visszatért Magyarországra, és az amerikai hatóságok attól tartottak, hogy atomtitkok után kémkedett. Mindezek ellenére 1955-ben megkapta az amerikai állampolgárságot. Anyagi helyzete is rendeződött, több országos társaság támogatta intézetét. Kutatásaiban – bár alapvető áttörést nem ért el – jelentős eredményeket tudhatott magáénak, kidolgozott egy új módszert az izompreparátumok előállítására, és feltalált egy újfajta centrifugát. Számos elméleti cikket és több ismeretterjesztő könyvet írt (munkatársaival együtt 120 cikket és 3 könyvet az 1950-es években). 1954-ben neki ítélték az egyik legrangosabb amerikai tudományos elismerést, az Albert Lasker-díjat. Tengerparti háza a tudományos elit egyik találkozóhelye volt, többször megfordult itt George Gamow, James Watson, Neumann János vagy Kodály Zoltán. Itt töltötte utolsó nyarát régi tanára, Leonor Michaelis is.A csecsemőmirigyből izolált két anyagot, amit ő retinnek és prominnak nevezett el, és amelyeknek rákellenes hatást tulajdonított; azonban nem sikerült megfelelő tisztaságban előállítani őket a kémiai analízishez, és sokéves munka után fel kellett hagynia ezzel az iránnyal.
1963. július 13-án második felesége mellrákban meghalt. Nehezen viselte a csapást, amit az is súlyosbított, hogy az alapítványa pénzügyeit kezelő Ráth Istvánról 1962-es halála után kiderült, hogy számos szabálytalanságot követett el, és különböző jogcímeken Szent-Györgyinek 40 ezer dollárnyi adótartozása keletkezett.
1965-ben feleségül vette egyik kollégájának 24 éves lányát, Susan Wichtermant. Alig egy év elteltével azonban házasságuk felbomlott. A válást 1968-ban mondták ki. Magánéleti problémáit fokozta, hogy egyetlen lánya, Kornélia (Nelli), 1969. szeptember 21-én mellrákban meghalt.
Az 1960-as évek második felétől politikai kérdésekben is egyre aktívabb lett. Számos cikket írt és előadást tartott a nukleáris fegyverkezési verseny és a vietnámi háború ellen. Ekkor írta az emberiség önpusztításáról Az őrült majom c. könyvét, amelynek fő gondolata, hogy az emberiség még mindig kőkorszaki reflexek alapján cselekszik, holott már az egész Föld elpusztítására elegendő atomfegyver van a kezében.
Élete utolsó két évtizedét a rákkutatásnak szentelte. Ebben feltehetőleg közrejátszott az a tény, hogy második felesége, Borbíró Márta 1963-ban és egyetlen gyermeke, Szent-Györgyi Nelli 1969-ben ebben a betegségben hunyt el. 1972-ben létrehozta a Nemzeti Rákkutató Alapítványt. Fontos meglátása volt a szabad gyökök szerepének felismerése a rák kialakulásában és a vitaminok (lásd C-vitamin) gyökfogó szerepének felismerése.
1973-ban, emigrálása óta először, 26 év után az MTA Szegedi Biológiai Központ avatására Magyarországra látogatott. Ekkor avatták a Szegedi Orvostudományi Egyetem díszdoktorává, valamint a Magyarok Világszövetsége tiszteletbeli tagjává. 1975-ben feleségül vette a nála ötven évvel fiatalabb Marcia Houstont, akivel haláláig élt együtt.
1978-ban tagja volt a koronázási ékszereket Magyarországra szállító küldöttségnek.

### Nézetei az életről
Úgy vélte, hogy az életműködés folyamatai alapvetően nem molekuláris, hanem az alatti, kvantumszinten zajlanak. Marx György egy művében Albert Einstein és Werner Heisenberg végső nagy egységesítő törekvéseihez hasonlítja Szent-Györgyi vállalkozását „az anyag élő állapotának egzakt kvantumfizikai jellemzésére”. Szent-Györgyi véleménye szerint a fehérjék túlságosan nagyok és ormótlanok ahhoz, hogy az élet rajtuk keresztül működjék: ehelyett csak a színhelyet biztosítják az elektronok szintjén való tényleges folyamatoknak. Elméletét „szubmolekuláris biológiának” vagy „elektronikus biológiának” nevezte. Nézete szerint a fehérjék a sejten belül egy bonyolult struktúrát alkotnak, amit a mai biokémiai módszerekkel nem lehet felismerni vagy izolálni, és ez egyfajta állványzatként szolgál az elektronok működéséhez. Sejtosztódáskor ez a hálózat felbomlik (erre példa a sejtmag dezintegrációja a sejtosztódás során), majd a leánysejtekben újjáépül. Ha az újraszerveződés valami miatt elromlik, a sejt a primitívebb, evolúciósan korábbi anyagcserét (amit ő alfaállapotnak nevezett) folytató osztódási fázisban marad, és létrejön a rák. Úgy gondolta, hogy az elektronok molekulán belüli vagy közötti mozgása szabad gyököket hoz létre, amelyeket agresszív mivoltuk miatt a sejt kénytelen kordában tartani: erre szolgál a C-vitamin. Rákkutató alapítványa fizikusokat is alkalmazott, és vizsgálta az elektronmozgást a sejtekben, elméletét azonban nem sikerült úgy bebizonyítania, hogy a tudományos közvélemény elfogadja.

### Halála
Szent-Györgyi késő öregkorában is mind szellemileg, mind fizikailag aktív és friss maradt. Csak 1985-től, 92 éves korától romlott meg láthatóan az egészsége. 1986 júniusában állapota hirtelen rosszabbodott, vese- és szívelégtelenség lépett fel nála. Megműtötték, majd hazaengedték. Néhány hónappal később, október 22-én halt meg otthonában, veseelégtelenség következtében. Az Atlanti-óceán partján lévő Woods Hole-i köztemetőben temették el.

## Főbb művei

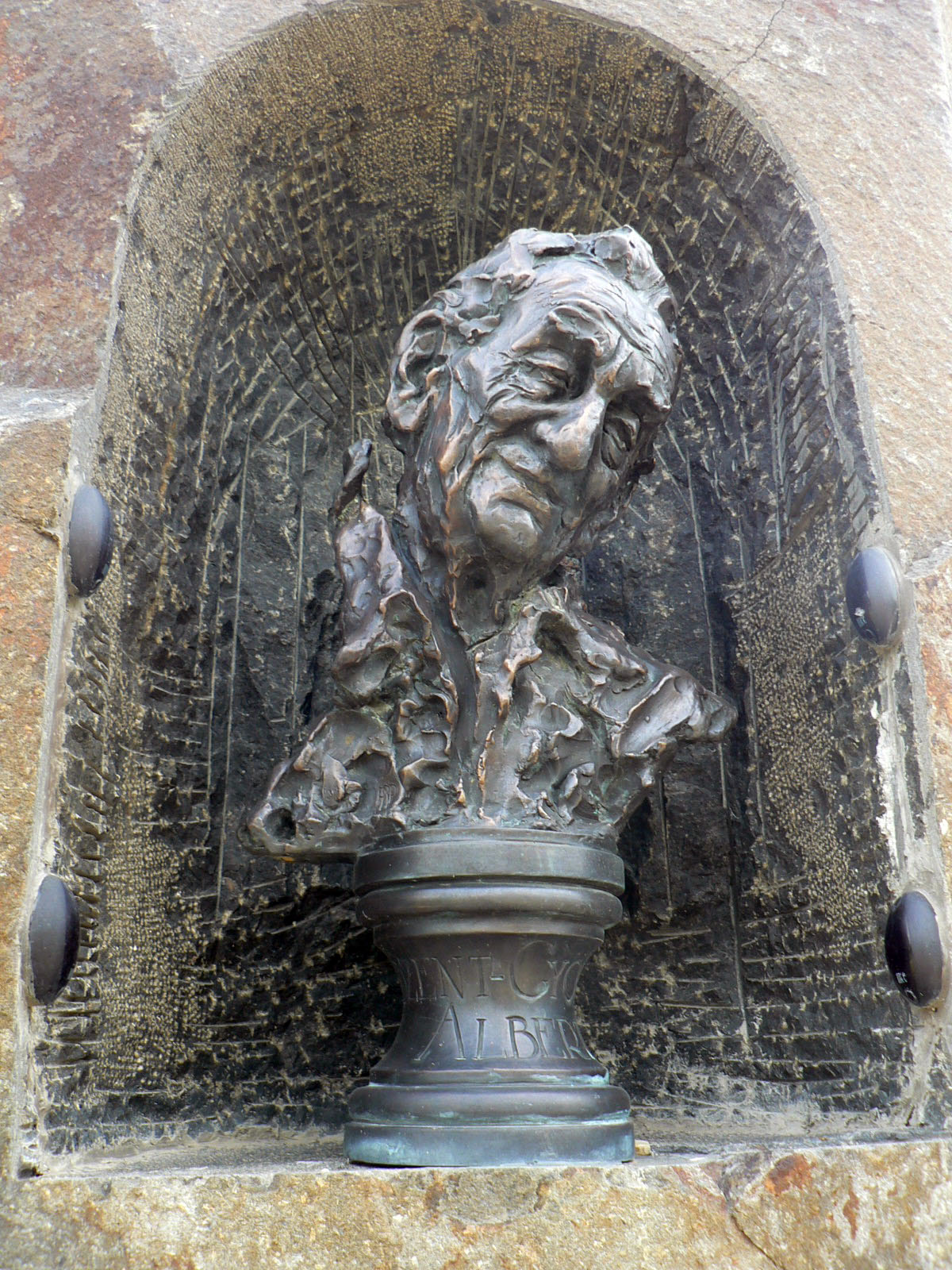
Szent-Györgyi Albert szobra Terényben

A műveiről készült bibliográfia 459 művet sorol fel, de az a szám szinte évente emelkedik, mert az elektronikus tartalmaknak köszönhetően gyakran kerül elő eddig ismeretlen helyen leközölt munkája.

### Angolul írt könyvei
- Studies on Biological Oxidation and Some of its Catalysts (Budapest-Leipzig, 1937)
- On Oxidation, Fermentation, Vitamins, Health, and Disease (1940)
- Chemistry of Muscular Contraction. New York: Academic Press, 1947., 1951.
- Bioenergetics (New York, 1957)
- Introduction to a Submolecular Biology. Chapters I and II. New York: Academic Press, 1960.
- Science Ethics and Politics (New York, 1963)
- Bioelectronics (New York, 1968); magyarul: Egy biológus gondolatai (Budapest, 1970)
- The Crazy Ape (1970)
- What next?! (1971)
- The living state (1972)
- Electronic Biology and Cancer: A New Theory of Cancer (1976)
- "Electronic Biology and Cancer." Chapter 23 in Search and Discovery: A Tribute to Albert Szent-Györgyi. Edited by Benjamin Kaminer. Academic Press, 1977.
- Bioelectronics: a study in cellular regulations, defense and cancer

### Magyarul megjelent főbb művei
- Biológiai oxidációk, fermentációk és vitaminok. (Budapest, 1937)
- Az élet tudománya (1943)
- Egy biológus gondolatai (Gondolat, Budapest, 1970)
- Az élet jellege (Magvető, Budapest, 1973) ISBN 9632700430
- Az élő állapot. Válogatott írások (Kriterion, Bukarest, 1973)
- Az anyag élő állapota (Magvető, Budapest, 1983) ISBN 9632719832
- Válogatott tanulmányok (Gondolat, Budapest, 1983) ISBN 963 281 261 1
- Az őrült majom (Magvető, Budapest, 1989) ISBN 9631415104
- A béke élet- és erkölcstana, 1938 (Szeged, 2001) ISBN 963 9347 18 3
- Szent-Györgyi Albert. Dokumentumok, riportok; Akadémiai, Bp., 1989 (Egyéniség és alkotás)
- A legendás tudós, Szent-Györgyi Albert önéletrajzi értekezései; szerk. Tasiné Csúcs Ildikó, Tasi Domonkos Attila; Goodwill Pharma az Egészségért Alapítvány, Szeged, 2017

## Díjai, elismerései
- Ezüst Vitézségi Érem (1916)

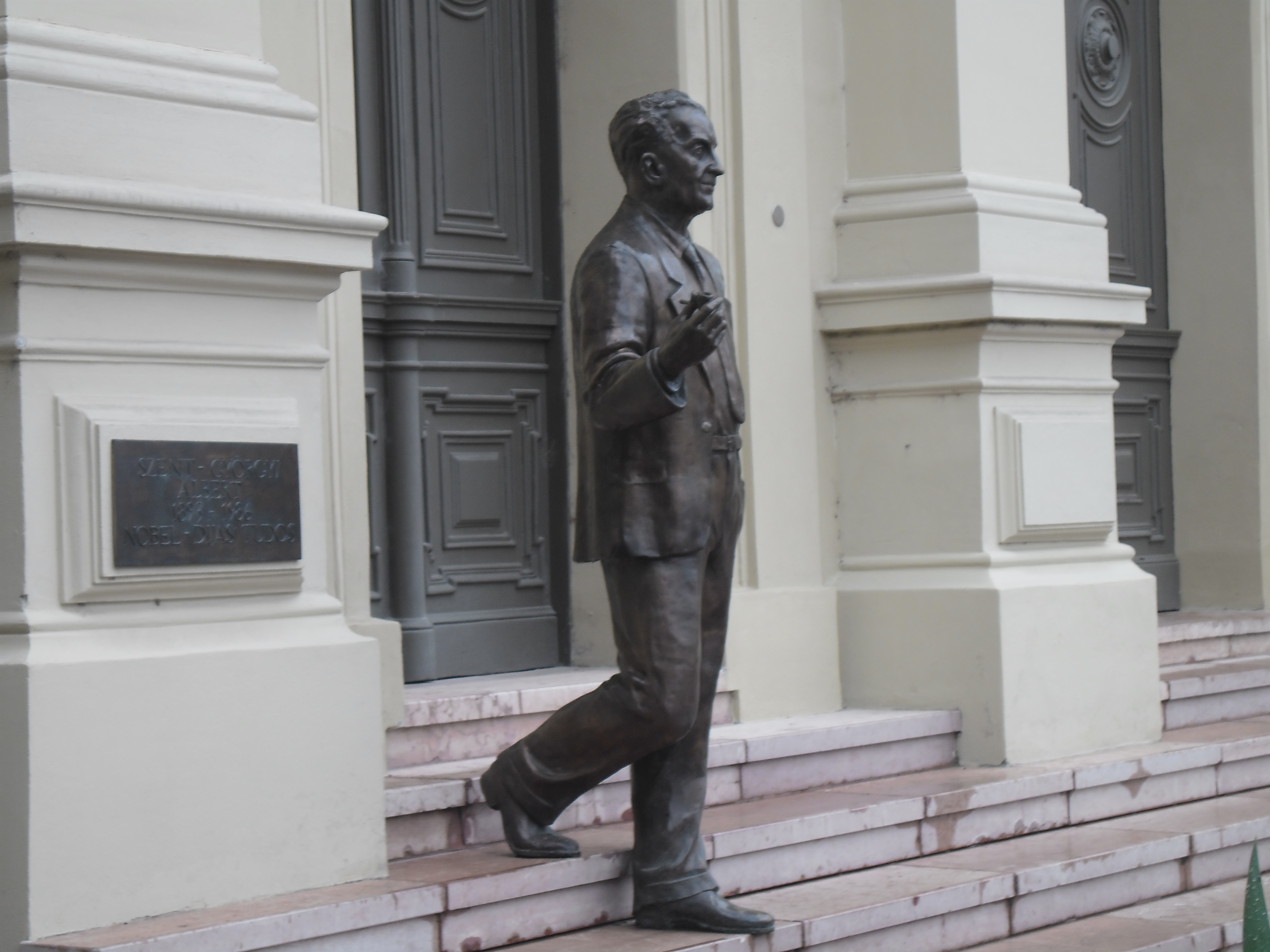
Szent-Györgyi Albert szobra a szegedi egyetem Rektori Hivatalának lépcsőjén

- Corvin-koszorú (1937. február) – „az élettudomány és a vegyészet terén szerzett kiváló érdemeiért”[88]
- Fiziológiai és orvostudományi Nobel-díj (1937) – „a biológiai égés folyamatával kapcsolatos felfedezései, különösen a C-vitaminnal és fumársav katalizátorral végzett kutatómunkája elismeréseképpen”[89]
- Szeged város díszpolgára (1937) – azokért a tudományos érdemeiért, amelyeket a legmagasabb tudományos kitüntetés, a Nobel-díj elnyerése által az egyetemnek, az egész magyar tudományos világnak, a magyar nemzeti ügynek és Szeged városának szerzett[90]
- Corvin-lánc (1937. október)[91]
- A Szegedi Tudományegyetem tiszteletbeli doktora (1938) – kimagasló tudományos érdemei elismeréséül a bölcsészeti tudományok tiszteletbeli doktorává avatva[92]
- A Lengyel Tudományos Akadémia kültagja (1938)[93]
- A Sorbonne Egyetem díszdoktora (1938)[94][95]
- A jugoszláv Szent Száva-rend II. fokozata (1939)[30]

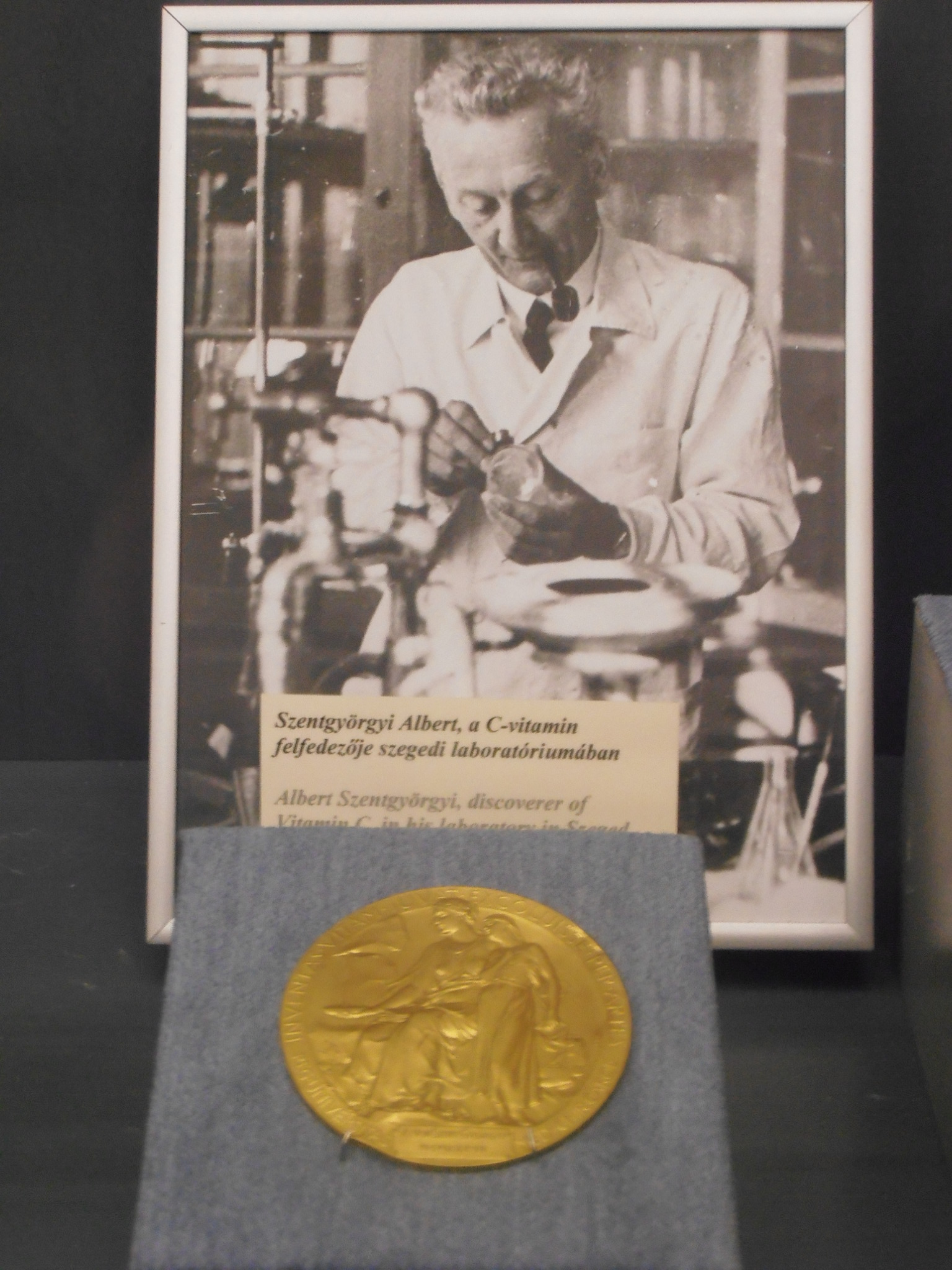
A Nobel-díj érmének másolata a Magyar Nemzeti Múzeumban

- Lipót-rend parancsnoki keresztje (1940) – a belga kultúra érdekében a liége-i Francqui-tanszéken végzett munkájáért[42]
- A Magyar Érdemrend középkeresztje (1941)[91]
- A Padovai Egyetem díszdoktora (1942)[96][97]
- A Lausanne-i Egyetem díszdoktora (1943)[97][98]
- Az Edinburgh-i Egyetem Cameron-díja (1946)[99]
- Magyar Szabadság Érdemrend ezüst fokozata (1946)[100]
- Az Oxfordi Egyetem díszdoktora (1947)[101][102]
- Kossuth-díj (1948)[91]
- Albert Lasker-díj (1954) – „az actomyosin, mint az izomműködés meghatározó eleme felfedezéséért”[91]
- Claude Bernard-érem (1967)[91]
- Modern Medicine Award (1967)[91]
- A Szegedi Orvostudományi Egyetem díszdoktora (1973)[91]
- Jan Palfijn emlékérem (Belga Orvostudományi Társaság)[53][54]
- Magyar Népköztársaság rubinokkal ékesített Zászlórendje (1983)

## Emlékezete

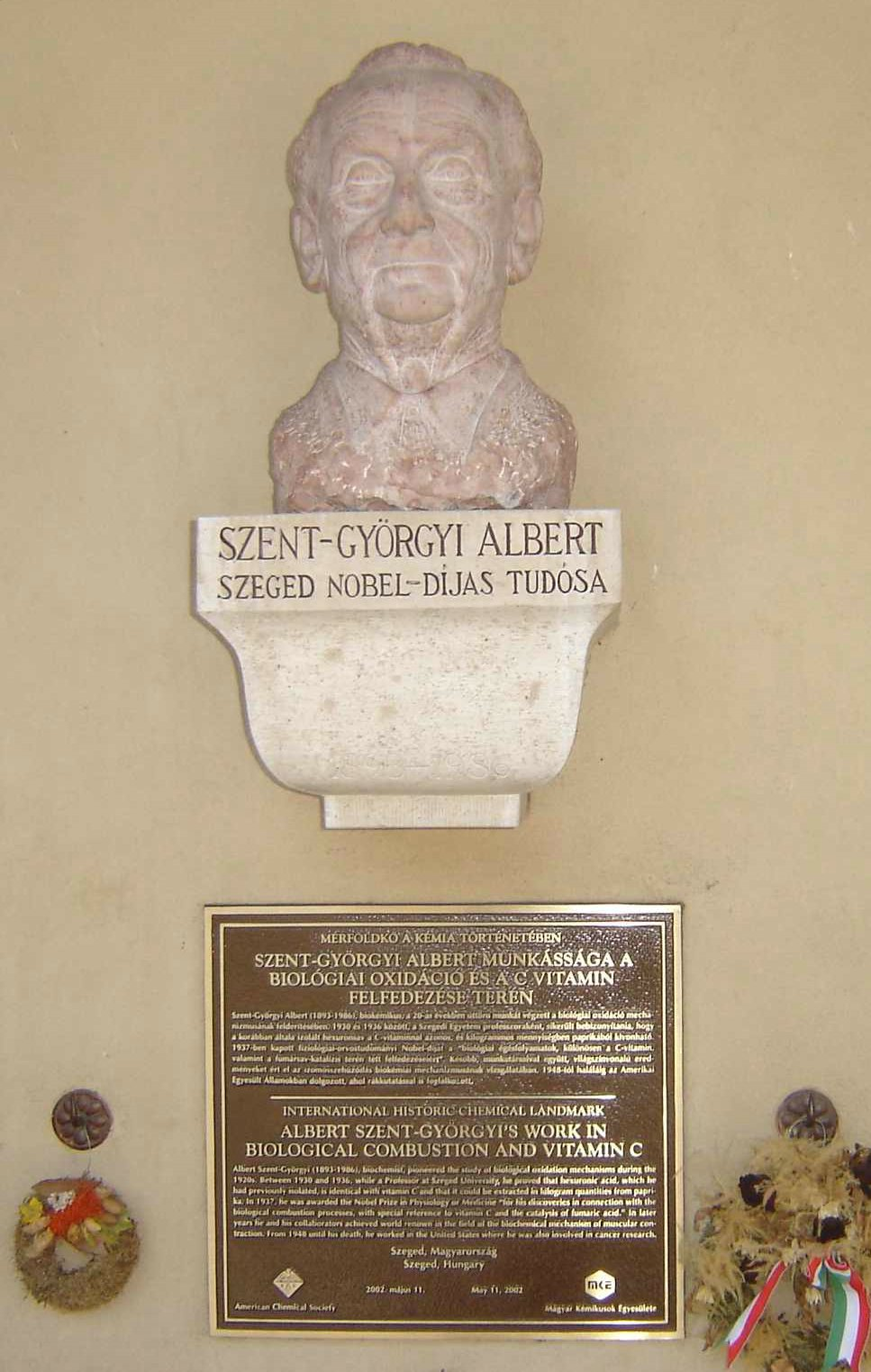
Szent-Györgyi Albert mellszobra Szegeden

- A róla elnevezett Szent-Györgyi Albert-díj az oktatási miniszter által adományozott állami elismerés. A felsőoktatás területén, az iskolateremtő, a nemzetközi elismertségű munkát végző magánszemélyeknek adományozható. Jutalomösszege 450 000 Ft/fő. Évente, a magyar kultúra napján, január 22-én, 15 személy kaphatja. A díjazott az adományozást igazoló okiratot és plakettet kap.
- 1987-ben a Szegedi Orvostudományi Egyetem felvette nevét (Szent-Györgyi Albert Orvostudományi Egyetem). Ma a Szegedi Tudományegyetem Általános Orvostudományi Kara viseli a nevét, amely Szent-Györgyi Albert Klinikai Központ néven működik.
- Szent-Györgyi Albert emlékét mellszobor és emléktábla őrzi Szegeden a Dóm tér déli oldalán az árkádok alatt az Orvos Vegytani Intézet bejáratánál. A szobor Kalmár Márton alkotása.
- 2007-ben, Nobel-díjának 70. évfordulóján, életét, kutatói és oktatói munkásságát bemutató emlékszobát avattak a Szegedi Tudományegyetem (SZTE) Általános Orvostudományi Kar dékáni hivatalának épületében (Tisza Lajos krt. 109.).
- A Nógrád vármegyei Terény községhez tartozó Kiskérpusztán élt gyermekkorában a Nobel-díjas tudós. Az uradalomból megmaradt magtárépület oldalán emlékhely található. A faluban levő Szent-Györgyi Albert-parkban pedig 2002-ben avatták fel mellszobrát (Párkányi Raab Péter szobrászművész alkotását).
- A Szegedi Akadémiai Bizottság székházában Nobel-díja odaítélésének 75. évfordulója alkalmából avatták föl mellszobrát (Kligl Sándor alkotását) 2012-ben.[103]
- Nobel-díja odaítélésének 75. évfordulója alkalmából Szegeden konferenciát rendeztek 2012 márciusában, amelyen meghívottként részt vett kilenc Nobel-díjas tudós is.[104]
- A szegedi szabadegyetem előadássorozatot indított az újabb Szent-Györgyi-kutatások témájában, amelynek előadásait kötetben is megjelentette 2014 decemberében Szegedi Egyetemi Tudástár címmel. A Tudástár végül nyolc kötetben jelent meg, az első kettő a Szent-Györgyi-kutatás legfrissebb szegedi eredményeit mutatja be magyar és angol nyelven, a harmadik Szent-Györgyi Albert írásait teszi közzé a Délmagyarországban és a The New York Timesban, a sorozat további kötetei pedig Szent-Györgyi Albert szellemében a szegedi tudománytörténet lenyomatát és a Szegedi Tudományegyetem kutatói teljesítményének a 2014-es keresztmetszetét mutatják be.[105][106]
- Születésének 120. évfordulóján, 2013. szeptember 16-án Szent-Györgyi-szobrot avattak Szegeden. A teljes alakos szobor Bíró Lajos alkotása. Különlegessége, hogy a Szegedi Tudományegyetem Dugonics téri központi épületének lépcsőjéről lépeget lefelé, kezében pipával.[107]
- Szent-Györgyi Albert Agóra, röviden Szegóra lett a neve a Kálvária sugárút–Jósika utca–Londoni körút–Gogol utca által határolt területen épített közművelődési központnak, Szegeden. A közösségi központba költözött a Százszorszép Gyermekház, a Neumann János Számítógép-tudományi Társaság által gondozott, a korábban az Öthalmi úti volt szovjet laktanyában őrzött informatikatörténeti gyűjtemény, a Szegedi Tudományegyetem Informatórium nevű programja és a Szegedi Biológiai Kutatóközpont (SZBK) látványlaboratóriuma.[108]
- Utca viseli nevét Szegeden, Kaposvárott, Győrben, Gödöllőn, Kecskeméten, Szekszárdon, Vácott, Baján, Veresegyházon, Domaszéken, Perkátán, Cegléden, Budaörsön, Nyergesújfalun, Felsőzsolcán, Gyöngyöshalászon.
- Egerben, a Wigner Jenő Műszaki, Informatikai Középiskola és Kollégium L alakú emlékparkjában, a két szár találkozásában, az iskola kerítésén belül, de napközben szabadon látogathatóan a magyar származású Nobel-díjasokat bemutató szoborparkban megtekinthető az ő mellszobra, Farkas Pál alkotása is.[109]
- Biatorbágyon emléktábla és dombormű állít emléket neki. Utóbbi Lelkes Márk alkotása.[110]
- A Szegedi Orvostudományi Egyetem 1993-ban kiadványt jelentetett meg Szent-Györgyi Albert emlékezete éremképekben címmel (fényképezte Bóna Endre és Renner Kálmán). A kiadvány bemutatja azt az érem- és plakettsorozatot, amely Szent-Györgyi Albertről 1937 (Nobel-díjának éve) óta készült.[111] ISBN 963-717-958-5
- 2022-ben a Szegedi Tudományegyetem Szent-Györgyi Albert drámapályázatot hirdetett az egyetem alapításának 440., Szegedre kerülésének 100. és Szent-Györgyi Albert Nobel-díja átadásának 85. évfordulóján. Műfaji megkötés nélkül olyan eredeti művekkel lehetett pályázni, melyek Szent-Györgyi Albert életének, szegedi tartózkodásának, tevékenységének állítanak emléket, megjelenítik az egyetem korabeli társadalmi környezetét, és korhűen ábrázolják Klebelsberg Kuno egyetemalapító szerepét és kapcsolatát Szent-Györgyi Alberttel. A pályázatra beérkezett több mint 30 pályamunkából a három nyertes művet 3, 1,5 és 1 millió forinttal díjazták (Nizalowski Attila: Magyar Zsoltár, Karánsebessy Balázs: A renegát, B. Pap Endre: Szabad gyökök) valamint kötetben is megjelentették.[112][113]
- 2023 decemberében az újszegedi magasházon 28 méter (10 emelet) magas portréfestményt adtak át Szeged két Nobel-díjasáról, Szent-Györgyi Albertről és Karikó Katalinról. A portrékat a Színes Város Csoport készítette.[114]

## Érdekességek

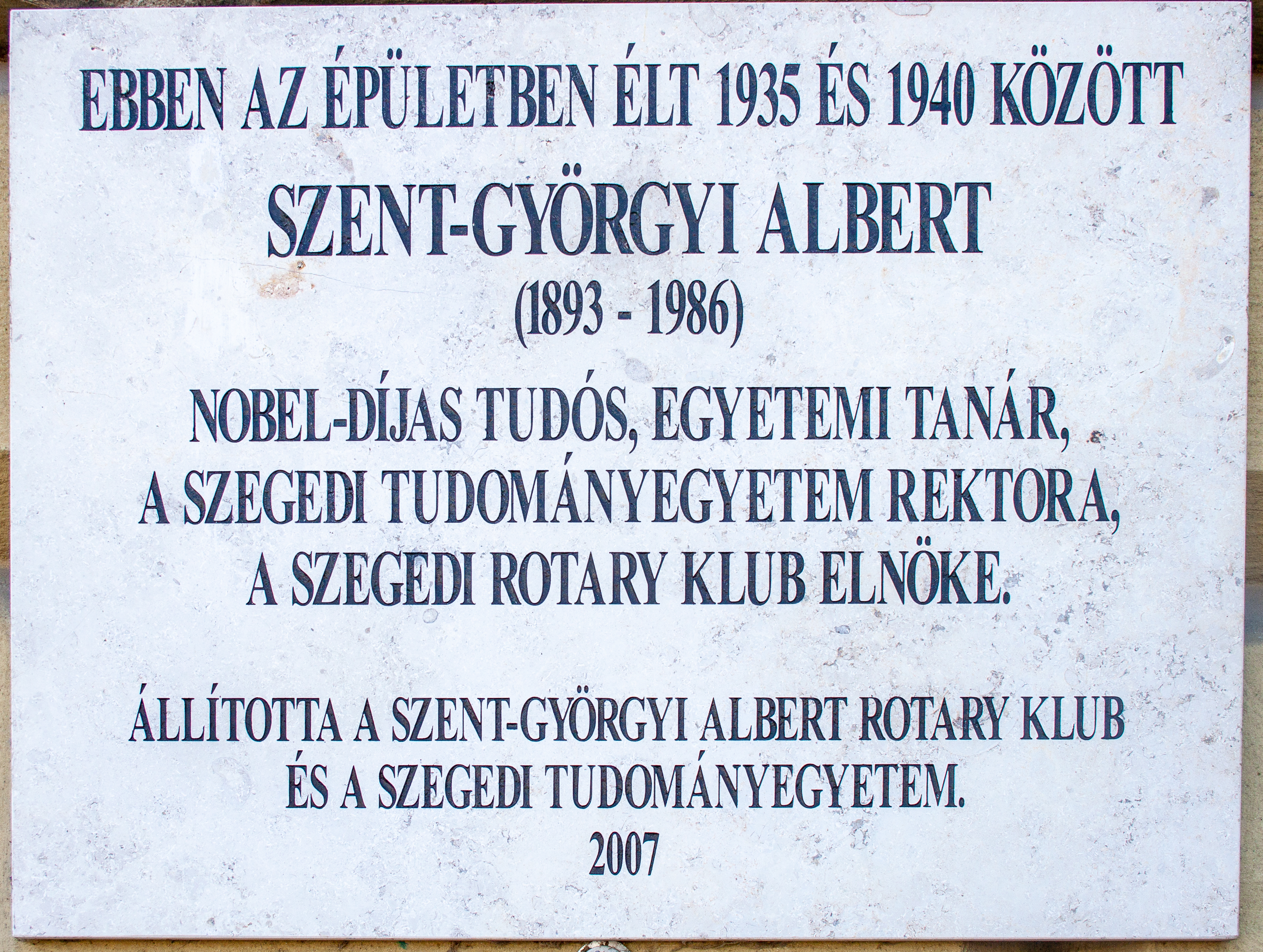
Emléktábla szegedi lakóházának falán

- Gimnazista évei alatt a 15. Bethlen Gábor Cserkészcsapat tagja volt.[115]
- Az 1945-ben alakult Magyar-Szovjet Művelődési Társaság (a napjainkban is működő Magyar-Orosz Művelődési és Baráti Társaság jogelődje) első díszelnöke Szent-Györgyi Albert volt.[116]
- Budapest XVIII. kerületében utca viselte nevét, amelyet 1953-ban neveztek át Gerely utcára (ma is ezt a nevet viseli). A Budapesti Pártbizottság Agitációs és Propaganda Osztálya 1953. március 26-án kelt javaslatában az átnevezés indoklásaként ez szerepelt: „Nyugatra távozott kozmopolita tudós”.[117] Budapesten azóta sincs róla utca elnevezve.
- 1945 áprilisában az újjáalakuló Magyar Sakkszövetség (Magyar Dolgozók Országos Sakkszövetsége, MADOSZ) elnökségének tagjává választották.[118] 1946. januárban a kosárlabdázó-szövetség díszelnöke lett.[119]
- Szent-Györgyi Albert írta az előszót Aldous Huxley Magyarországon 1947-ben megjelent, Tudomány, szabadság, béke című könyvének magyar kiadásához.[120]
- A Lillafüredi Palotaszálló Mátyás éttermének étlapján szerepelt a Paprikáscsirke Szent-Györgyi Albert-módra, amelyet Orosz József, a szálloda akkori szakácsa a szegedi tudós Nobel-díja alkalmából készített. A szakács a receptet elküldte a névadónak, aki néhánysoros levélben megtiszteltetésnek nevezte Orosz gesztusát, és megköszönte kreációját.[121]